# George Wang
George Wang, auch bekannt unter Wang Yie, Wang Jie bzw. Wang Ju, (chinesisch 王玨, Pinyin Wáng Jué, W.-G. Wang Kuo, Jyutping Wong4 Gok3; * 12. November 1918 als Wáng Chūnyáng – 王春陽 / 王春阳 – in Dandong, Provinz Liaoning, China; † 27. März 2015 in Taipeh) war ein chinesischer Schauspieler.

## Leben
Wang studierte ab 1935 an der Fakultät für Geschichte der japanischen Universität Tōhoku. Nach dem Zwischenfall an der Marco-Polo-Brücke verließ er aufgrund der antichinesischen Stimmung das Land und betätigte sich als Schauspieler. Er drehte ab 1938 in Chongqing Filme und trat parallel dazu am Theater auf. Nach dem Zweiten Weltkrieg ging er nach Shanghai, später nach Taiwan. Dort führte er mit seiner Frau neben seiner schauspielerischen Tätigkeit ein Restaurant. Weiterhin war er für Filme tätig.
1959 flog Wang zu Dreharbeiten nach Italien, anschließend war er zwischen 1960 und 1975 in zahlreicher Genreware – Kriegs-, Abenteuer- und Agentenfilmen – italienischer Produktion zu sehen, wobei er meist undurchsichtige Vertreter seiner Ethnie verkörperte, in einigen Italowestern aber auch als Mexikaner besetzt wurde. Wang kehrte 1976 in seine Heimat zurück, wo er seine eigene Produktionsgesellschaft gründete und noch vereinzelt für das Kino in Erscheinung trat. Dreimal (1984, 1996 und 1998) wurde er mit dem taiwanesischen Filmpreis „Golden Horse“ ausgezeichnet. 2009 erhielt er einen Spezialpreis für sein Lebenswerk in Taipeh. Auch im neuen Jahrtausend arbeitete Wang, nun auch für das Fernsehen.

## Filmografie (Auswahl)
- 1960: Die Hölle am gelben Fluß (Apocalisse sul fiume giallo)
- 1961: Die Mongolen (I Mongoli)
- 1964: Die Meute der Verdammten (I pirati della Malesia)
- 1965: Heiße Grüße vom C.I.A. (A 008: operazione Sterminio)
- 1965: Das zehnte Opfer (La decima vittima)
- 1966: Die Black-Box-Affäre (Black Box Affair: Il mondo trema)
- 1966: El Cisco
- 1966: Lanky Fellow – Der einsame Rächer (Per il gusto di uccidere)
- 1966: Ein fast perfekter Mörder (Delitto quasi perfetto)
- 1966: Der Spion, der aus dem Speiseeis kam (Le spie vengono dal semifreddo)
- 1967: Bradock – Drei Unzen Blei zum Fünf-Uhr-Tee (Troppo per vivere… poco per morire)
- 1967: Pronto, Amigo (Ein Colt in der Hand des Teufels) (Una colt in pugno al diavolo)
- 1967: Der Sarg bleibt heute zu (Chinos y… minifaldas)
- 1968: Tepepa (Tepepa)
- 1969: 36 Stunden in der Hölle (36 ore all'inferno)
- 1970: Sartana – noch warm und schon Sand drauf (Buon funerale amigos… paga Sartana)
- 1971: Dolanies-Melodie – Melodie des Todes (Desrto di fuoco)
- 1971: Roma Bene – Liebe und Sex in Rom (Roma bene)
- 1971: Uccidi Django… uccidi per primo!!!
- 1972: Auch die Engel essen Bohnen (Anche gli angeli mangiano fagioli)
- 1972: Una colt in mano al diavolo
- 1972: Djangos blutige Spur (La lunga cavalcata della vendetta)
- 1972: Ein Halleluja für zwei linke Brüder (Jesse & Lester due fratelli in un posto chiamato Trinità)
- 1972: Todesgrüße von Gamma 03 (The Big Game)
- 1972: Vier fröhliche Rabauken (Sotto a chi tocca!)
- 1973: Il giustiziere di Dio
- 1973: Der Mann mit der Kugelpeitsche (Il mio nome è Shangai Joe)
- 1973: Sieben Stunden der Gewalt (Sette ore di violenza per una soluzione imprevista)
- 1973: Superfly T.N.T. (Superfly T.N.T.)
- 1973: Zahl und stirb (Sei bounty killers per una strage)
- 1973: Zorro junior (Il figlio di Zorro)
- 1973: Zwei tolle Hunde in Hongkong (Ming, ragazzi!)
- 1974: Zwei Schlitzohren in der gelben Hölle (…Questa volta ti faccio ricco!)
- 1975: Der Divisionstrottel (Il sergente Rompiglioni diventa… caporale)